# Ilmari Salminen
Ilmari R. Salminen, född 21 september 1902 i Elimä, död 5 januari 1986 i Kouvola, var en finländsk friidrottare.
Salminen blev olympisk mästare på 10000 meter vid olympiska sommarspelen 1936 i Berlin

## Utmärkelser
- Medalj av I klass med guldkors av Finlands Vita Ros’ orden[2]
- Finlands idrottskulturs förtjänstkors i guld[2]

[Redigera Wikidata]